# Alexandru Dănescu
Alexandru Dănescu (n. 10 noiembrie 1927, com. Hodoreasca, județul Gorj) - d. 2020) a fost un general român, care a îndeplinit funcția de șef al Direcției de Informații Externe din România în perioada iunie - octombrie 1978.
Alexandru Dănescu era general de miliție. Începând din 19 august 1966, el a îndeplinit funcția de adjunct al ministrului afacerilor interne pentru administrație și logistică.
În iunie 1978, generalul Dănescu a fost numit în funcția de director al Direcției de Informații Externe (DIE), din cadrul Departamentului Securității Statului (DSS), îndeplinind această funcție până în octombrie 1978. În perioada în care a condus DIE, s-a produs fuga din România a generalului Ion Mihai Pacepa. Generalul-locotenent Dănescu a fost eliberat din funcția de adjunct al ministrului de interne la 22 aprilie 1980 și numit în funcția de vicepreședinte al Comitetului de Stat al Planificării și director general al Direcției generale a rezervelor de stat.

## Distincții
- Medalia „A cincea aniversare a Republicii Populare Române” (24 decembrie 1952) „pentru lupta și munca duse în vederea făuririi, consolidării și prosperării Republicii Populare Române”[3]
- Ordinul „Pentru servicii deosebite aduse în apărarea orînduirii sociale și de stat” clasa a III-a (12 august 1959) „pentru contribuția activă la întărirea regimului democrat-popular”[4]
- Medalia „40 de ani de la înființarea Partidului Comunist din Romînia” (6 mai 1961) „pentru merite în activitatea de partid și întărirea regimului democrat-popular”[5]
- Ordinul „23 August” clasa a IV-a (10 august 1964) „pentru merite deosebite în opera de construire a socialismului, cu prilejul celei de a XX-a aniversări a eliberării patriei”[6]
- Ordinul „Tudor Vladimirescu” clasa a V-a (30 aprilie 1966) „cu prilejul celei de-a 45-a aniversări de la înființarea Partidului Partidului Comunist din România, pentru merite deosebite în opera de construire a socialismului”[7]
- Ordinul „Pentru servicii deosebite aduse în apărarea orînduirii sociale și de stat” clasa a II-a (20 aprilie 1971) „pentru merite deosebite în opera de construire a socialismului, cu prilejul aniversării a 50 de ani de la constituirea Partidului Comunist Român”[8]